# Lophosceles
Lophosceles es un género de moscas de la familia Muscidae.

## Especies
- L. alaskensis (Malloch, 1923)
- L. cinereiventris (Zetterstedt, 1845)
- L. frenatus (Holmgren\n, 1872)
- L. hians Zetterstedt, 1838
- L. minimus (Malloch, 1919)
- L. mutatus (Fallén, 1825)